# Sam Claflin
Samuel George Claflin, detto Sam (Ipswich, 27 giugno 1986) è un attore britannico.

## Biografia
La madre e il padre dell'attore si chiamano Susan e Mark. Ha due fratelli maggiori e uno minore; quest'ultimo ha iniziato una carriera cinematografica, partendo dal teatro, dove ha recitato al fianco di Sam. Inizialmente Claflin aspirava a diventare calciatore, ma a 16 anni in seguito a un infortunio (si ruppe una caviglia) abbandonò il sogno del calcio, scegliendo la carriera di attore, anche grazie all'incoraggiamento di un insegnante del liceo che aveva notato le sue doti recitative.
Claflin fa il suo debutto nel mondo dello spettacolo con il ruolo di Richard nella miniserie TV I pilastri della Terra. Nell'aprile 2010 ottiene il ruolo di Philip, un missionario che si innamora di una sirena, nel quarto film della serie Pirati dei Caraibi con Johnny Depp e Penélope Cruz. La sua notorietà aumenta nel 2012 grazie al ruolo di William in Biancaneve e il cacciatore. Nello stesso periodo rinuncia al ruolo di John Davinier nel drammatico La ragazza del dipinto a causa di conflitti con altre riprese.
Nel 2013 è stato scelto per interpretare Finnick Odair in Hunger Games - La ragazza di fuoco, il secondo film tratto dalla trilogia di Hunger Games. Nel febbraio dello stesso anno entra nel cast di Love, Rosie, adattamento del romanzo Scrivimi ancora di Cecelia Ahern, dove recita come coprotagonista al fianco di Lily Collins. Il film viene presentato in anteprima al Festival del Cinema di Roma. Il 19 settembre del 2014 arriva nelle sale Posh in cui recita il ruolo di Alistair Ryle. Il 20 novembre dello stesso anno esce in Italia Hunger Games - Il canto della rivolta - Parte 1, dove lo si ritrova nuovamente nei panni di Finnick Odair e nel 2015 l'ultimo film della saga Hunger Games - Il canto della rivolta - Parte 2.
Nel settembre 2014 viene annunciato che vestirà i panni del protagonista maschile nell'adattamento cinematografico del romanzo Io prima di te, accanto all'attrice Emilia Clarke. Nella pellicola interpreta Will Traynor, un giovane e ricco banchiere finito sulla sedia a rotelle per un incidente, ruolo per cui ha dovuto perdere 18 kg. Il film previsto per agosto 2015 è stato posticipato per giugno 2016, in Italia è stato presentato in anteprima al Giffoni Film Festival.
Sempre nel 2016 viene presentato al Toronto International Film Festival il film L'ora più bella, che lo vede protagonista accanto a Gemma Arterton e Bill Nighy. La pellicola, ambientata durante la Seconda guerra mondiale, narra di un gruppo di registi che cercano di fare un film patriottico per alzare il morale dell'esercito britannico. L'anno successivo è protagonista, accanto a Rachel Weisz, del film Rachel, tratto dall'omonimo romanzo di Daphne du Maurier. La pellicola, diretta da Roger Michell, narra la storia di Philip, orfano di genitori e cresciuto col cugino e tutore Ambrose; quando quest'ultimo viene a mancare Philip ordisce un piano per vendicarsi della cugina Rachel, convinto che sia lei la responsabile della morte di Ambrose, ma una volta conosciuta la donna i suoi sentimenti iniziano a cambiare.
Nel mese di giugno 2018 esce nelle sale cinematografiche statunitensi la pellicola Resta con me, diretta da Baltasar Kormákur e tratta da una storia vera. Il film racconta la vicenda di Tami Oldham, interpretata da Shailene Woodley, e Richard Sharp, interpretato da Claflin, due esperti navigatori che, durante una traversata dell'Oceano Pacifico da Tahiti a San Diego, vengono travolti da un gigantesco uragano. La pellicola è stata girata nell'estate 2017 alle isole Figi e negli studi cinematografici della Nuova Zelanda.
Nel settembre 2018 è stata presentata, in concorso alla 75ª Mostra internazionale d'arte cinematografica di Venezia, la pellicola The Nightingale, diretta da Jennifer Kent. Nel film Claflin interpreta un perfido capitano delle guardie britanniche; inizialmente non considerato per la parte, fu scelto dalla stessa regista che, dopo un provino, lo ritenne una rivelazione. Nel mese di ottobre entra nel cast della quinta stagione della serie televisiva Peaky Blinders, dove ricoprì il ruolo del politico britannico Oswald Mosley. Nel 2019 partecipa al doppiaggio del film d'animazione Scarpette rosse e i sette nani. Nel 2021 è protagonista, insieme a Casey Affleck, del thriller Every Breath You Take - Senza respiro. Nel 2023 interpreta Billy Dunne nella miniserie Daisy Jones & the Six, tratta dall'omonimo romanzo di Taylor Jenkins Reid. Nel 2025 veste i panni di Edmond Dantès nella miniserie Il conte di Montecristo  della quale è anche produttore esecutivo.

## Vita privata
Il 30 luglio 2013 si è sposato con l'attrice Laura Haddock. La coppia ha due figli: Pip, nato il 10 dicembre 2015, e una bambina, Margot, nata nel gennaio 2018. I due hanno annunciato la separazione nell’agosto 2019.
Dal 2022 ha una relazione con la modella Cassie Amato.
Nel 2014 viene nominato dal magazine Glamour "uomo dell'anno". Nel 2018 è protagonista della campagna pubblicitaria DKNY di Donna Karan.

## Filmografia

### Cinema
- Pirati dei Caraibi - Oltre i confini del mare (Pirates of the Caribbean: On Stranger Tides), regia di Rob Marshall (2011)
- Biancaneve e il cacciatore (Snow White & the Huntsman), regia di Rupert Sanders (2012)
- Hunger Games - La ragazza di fuoco (The Hunger Games: Catching Fire), regia di Francis Lawrence (2013)
- Le origini del male (The Quiet Ones), regia di John Pogue (2014)
- Posh (The Riot Club), regia di Lone Scherfig (2014)
- Scrivimi ancora (Love, Rosie), regia di Christian Ditter (2014)
- Hunger Games - Il canto della rivolta - Parte 1 (The Hunger Games: Mockingjay - Part 1), regia di Francis Lawrence (2014)
- Hunger Games - Il canto della rivolta - Parte 2 (The Hunger Games: Mockingjay - Part 2 ), regia di Francis Lawrence (2015)
- Il cacciatore e la regina di ghiaccio (The Huntsman: Winter's War), regia di Cedric Nicolas-Troyan (2016)
- Io prima di te (Me Before You), regia di Thea Sharrock (2016)
- L'ora più bella (Their Finest), regia di Lone Scherfig (2016)
- Rachel (My Cousin Rachel), regia di Roger Michell (2017)
- 1918 - I giorni del coraggio (Journey's End), regia di Saul Dibb (2017)
- Resta con me (Adrift), regia di Baltasar Kormákur (2018)
- The Nightingale, regia di Jennifer Kent (2018)
- Impero criminale (The Corrupted), regia di Ron Scalpello (2019)
- Charlie's Angels, regia di Elizabeth Banks (2019)
- Un amore e mille matrimoni (Love Wedding Repeat),  regia di Dean Craig (2020)
- Enola Holmes, regia di Harry Bradbeer (2020)
- Every Breath You Take - Senza respiro (Every Breath You Take), regia di Vaughn Stein (2021)
- Ultima notte a Soho (Last Night in Soho), regia di Edgar Wright (2021)
- Book of Love, regia di Analeine Cal y Mayor (2022)
- Bagman, regia di Oz Perkins (2024)

### Televisione
- I pilastri della Terra (The Pillars of the Earth), regia di Sergio Mimica-Gezzan – miniserie TV (2010)
- The Lost Future, regia di Mikael Salomon – film TV (2010)
- Any Human Heart – miniserie TV, 4 episodi (2010)
- United, regia di James Strong – film TV (2011)
- White Heat – serie TV, 6 episodi (2012)
- Mary e Martha (Mary and Martha), regia di Phillip Noyce – film TV (2013)
- Peaky Blinders – serie TV, 11 episodi (2019-2022)
- Daisy Jones & The Six – miniserie TV, 10 puntate (2023)
- Il conte di Montecristo (The Count of Monte Cristo), regia di Bille August – miniserie TV (2025)

## Riconoscimenti
Empire Awards
- 2012 – Candidatura al miglior attore rivelazione per Pirati dei Caraibi - Oltre i confini del mare
- 2014 – Candidatura al miglior attore non protagonista per Hunger Games - La ragazza di fuoco

Evening Standard British Film Awards
- 2018 – Candidatura al miglior attore per 1918 - I giorni del coraggio

MovieGuide Awards
- 2012 – Candidatura alla miglior performance ispiratrice per Pirati dei Caraibi - Oltre i confini del mare

MTV Movie + TV Awards
- 2014 – Candidatura al miglior combattimento per Hunger Games - La ragazza di fuoco (con Jennifer Lawrence e Josh Hutcherson) [30]
- 2014 – Candidatura alla miglior prestazione senza camicia per Hunger Games - La ragazza di fuoco[30]
- 2017 – Candidatura alla miglior scena strappalacrime per Io prima di te (con Emilia Clarke)
- 2023 - Candidatura al miglior bacio per Daisy Jones & The Six (con Riley Keough)

Savannah Film Festival
- 2016 – Spotlight Award

Teen Choice Awards
- 2012 – Candidatura al miglior attore/attrice breakout per Biancaneve e il cacciatore
- 2014 – Candidatura al miglior attore in una scena stealer per Hunger Games - La ragazza di fuoco[31]
- 2016 – Candidatura per il miglior bacio (con Emilia Clarke) per Io prima di te[32]
- 2018 – Candidatura al miglior attore in un film dell'estate per Resta con me[33]

Veterans Film Festival
- 2018 – Miglior attore per 1918 - I giorni del coraggio

Young Hollywood Awards
- 2014 – Candidatura al miglior attore emergente

## Doppiatori italiani
Nelle versioni in italiano delle opere in cui ha recitato, Sam Claflin è stato doppiato da:
- Andrea Mete in Hunger Games - La ragazza di fuoco, Hunger Games - Il canto della rivolta - Parte 1, Hunger Games - Il canto della rivolta - Parte 2, Posh, Scrivimi ancora, Io prima di te, Resta con me, L’ora più bella, Peaky Blinders, Charlie's Angels, Un amore e mille matrimoni, Enola Holmes, Every Breath You Take - Senza respiro, Book of Love
- Gabriele Sabatini in Pirati dei Caraibi - Oltre i confini del mare, Biancaneve e il cacciatore, Il cacciatore e la regina di ghiaccio
- Stefano Crescentini ne I pilastri della Terra, Impero criminale
- Emiliano Coltorti ne Le origini del male, 1918 - I giorni del coraggio
- Fabrizio De Flaviis in Rachel
- Massimiliano Alto in Ultima notte a Soho
- Andrea Colombo Giardinelli in Daisy Jones & The Six
- Marco Vivio ne Il conte di Montecristo
- Francesco Pezzulli in Bagman